# R. c. Daviault
R. c. Daviault  est un arrêt de principe la Cour suprême du Canada rendu en 1994 sur la possibilité d'invoquer la défense d'intoxication pour les infractions criminelles d'intention générale. La règle issue de l'arrêt Leary c. La Reine de 1978 qui avait éliminé la défense a été jugée inconstitutionnelle, en violation des articles 7 et 11(d) de la Charte canadienne des droits et libertés. Au lieu de cela, l'intoxication ne peut être utilisée comme moyen de défense que lorsqu'elle est si extrême qu'elle s'apparente à de l'automatisme ou à de l'aliénation mentale.

## Les faits
Le 30 mai 1989, Henri Daviault, un homme de 73 ans souffrant l'alcoolisme chronique, est sollicité pour acheter de l'alcool à une amie de sa femme. La femme était semi-paralysée et âgée de 65  et elle avait besoin d'un fauteuil roulant. Daviault a apporté 40 onces de cognac à la maison de la femme vers 18 heures. Elle a bu un demi-verre puis s'est évanouie. Daviault a bu le reste de la bouteille pendant qu'elle dormait. Quelque temps dans la soirée, elle s'est rendue aux toilettes et a été accostée par Daviault qui l'a emmenée dans la chambre et l'a agressée sexuellement. Daviault a été arrêté et accusé d'agression sexuelle.
Daviault a témoigné qu'avant l'événement, il avait bu plus de sept bières dans un bar et qu'après avoir bu du cognac chez la femme, il ne se souvenait pas de ce qui s'était passé jusqu'à ce qu'il se réveille nu dans le lit de la femme.
Au procès, il a soutenu que pendant sa panne de courant, il était dans un état semblable à un automatisme provoqué par l'intoxication. Un témoin expert en pharmacologie a témoigné de la vraisemblance de la défense, et qu'ayant bu autant que lui, il y avait peu de chances qu'il ait pu fonctionner normalement ou être au courant de ses actes.
Sur la base du témoignage du pharmacologue, le juge de première instance a conclu que Daviault était incapable de former une intention générale de commettre le crime et pouvait donc être acquitté.
La Cour d'appel du Québec a annulé la décision d'acquittement selon laquelle l'intoxication jusqu'à l'automatisme ne peut annuler l'exigence de mens rea pour une infraction d'intention générale.

## Décision de la Cour suprême
La question dont était saisie la Cour suprême était de savoir si « un état d'ivresse si extrême qu'un accusé se trouve dans un état qui ressemble étroitement à un automatisme ou à une maladie mentale au sens de l'art. 16 du Code criminel constitue un fondement pour défendre un crime qui requiert non pas une intention spécifique mais seulement une intention générale ?"
La Cour a jugé, dans une décision à 6 juges contre 3, que l'absence de défense pour une infraction d'intention générale fondée sur une intoxication semblable à l'aliénation mentale ou à l'automatisme violait les articles 7 et 11d) de la Charte et ne pouvait être sauvegardée en vertu de l'article 1. Les juges ont infirmé le verdict et ordonné un nouveau procès.

## Motifs du jugement de la Cour suprême
Le jugement de la majorité a été rédigé par le juge Cory, soutenu par les juges L'Heureux-Dubé, McLachlin et Iacobucci. concordant. Les juges Lamer et La Forest chacun ont souscrit séparément aux conclusions du juge Cory.
Cory a examiné le fondement de la décision de la Cour d'appel. Le tribunal inférieur avait appliqué la « règle Leary » issue de l l'arrêt Leary c. La Reine de 1978, selon laquelle une intoxication semblable à l'aliénation mentale ne pouvait annuler la mens rea pour les crimes « d'intention générale » comme l'agression sexuelle. La justification était fondée sur la présomption légale selon laquelle « une personne est censée vouloir les conséquences naturelles de son acte ». Par crainte que l'intoxication ne devienne une voie d'évasion pour tout crime d'intention générale, la règle Leary a réglé ce problème en exigeant du ministère public qu'il prouve seulement que l'accusé avait l'intention de s'enivrer au lieu d'établir la mens rea.

### Articles 7 et 11(d) de la Charte canadienne des droits et libertés
La règle Leary était antérieure à la Charte et n'avait donc pas été examinée à la lumière de l'article 7. Il est bien établi qu'un principe de justice fondamentale est que le ministère public doit établir la mens rea pour toutes les infractions. Cependant, le juge Cory a observé que la règle Leary a fait de l'acte de boire un acte potentiellement criminel, supprimant tout lien direct avec la conduite interdite réelle.
L'alinéa 11d) prévoit le droit d'être présumé innocent, ce qui oblige le ministère public à prouver tous les éléments d'une infraction. Tous les éléments mentaux doivent être « absolument liés » à l'infraction en question. Cependant, Cory a conclu que la règle Leary ne satisfaisait pas à cette exigence, car il était incapable d'assimiler l'intention de s'enivrer au caractère involontaire de commettre une infraction.
Fondamentalement, le problème était que ces contrevenants peuvent ne pas avoir l'intention répréhensible d'un verdict de culpabilité et peuvent donc être punis sur la base de l'intoxication, plutôt que pour la commission d'un crime.

### Article 1 de la Charte canadienne des droits et libertés
Le juge Cory a conclu que la violation des articles 7 et 11(d) ne pouvait être sauvegardée en vertu de l'article 1. L'objectif de la règle n'était pas suffisant pour réussir la première étape du test Oakes, car en fait, plusieurs juridictions avaient déjà abandonné la règle.
La règle Leary a en outre échoué à chaque étape du test de proportionnalité. La relation entre l'alcool et la criminalité n'était pas assez importante pour lier rationnellement les deux. De plus, la règle était loin d'avoir une atteinte minimale puisqu'elle prévoyait une exemption pour tous les crimes d'intention générale.

### Solution
Plutôt que de simplement supprimer la règle complètement, Cory a opté pour une solution plus flexible. Il a proposé que les niveaux ordinaires d'intoxication ne soient pas traités différemment des individus sobres ; cependant, ceux qui étaient tellement intoxiqués que cela s'apparenterait à de l'automatisme ou à de l'aliénation mentale pouvaient invoquer une défense d'intoxication selon la prépondérance des probabilités. Cory a supposé que ce fardeau violerait probablement l'article 11 (d), mais qu'il serait également probablement sauvegardé en vertu de l'article 1.
Pour Daviault, Cory a accueilli l'appel et ordonné un nouveau procès.

## Jugement dissident
Une dissidence a été écrite par le juge Sopinka, les juges Gonthier et Major exprimant des avis concordants.

## Faits subséquents
Le Parlement à l'époque du premier gouvernement Chrétien a réagi rapidement à la décision et, en quelques mois, a adopté le projet de loi C-72 modifiant le Code criminel  à l'article 33.1 sous l'intertitre « intoxication volontaire ». Le préambule de la loi fédérale de 1995 constitue une dénonciation sévère de la pratique incriminée et se veut un soutien aux membres les plus vulnérables de la société.

« Attendu : Préambule que la violence au sein de la société canadienne préoccupe sérieusement le Parlement du Canada; que le Parlement du Canada est conscient que la violence entrave la participation des femmes et des enfants dans la société et nuit gravement au droit à la sécurité de la personne et à l’égalité devant la loi que leur garantissent les articles 7, 15 et 28 de la Charte canadienne des droits et libertés; [...] »

Le texte du nouvel article 33.1 du Code criminel se lit ainsi : 

« 33.1 (1) Ne constitue pas un moyen de défense à une infraction visée au paragraphe (3) le fait que l’accusé, en raison de son
intoxication volontaire, n’avait pas l’intention générale ou la volonté requise pour la perpétration de l’infraction, dans les cas où il s’écarte de façon marquée de la norme de diligence énoncée au paragraphe (2).
(2) Pour l’application du présent article, une personne s’écarte de façon marquée de la norme de diligence raisonnable généralement acceptée dans la société canadienne et, de ce fait, est criminellement responsable si, alors qu’elle est dans un état d’intoxication volontaire qui la rend incapable de se maîtriser consciemment ou d’avoir conscience de sa conduite, elle porte atteinte ou menace de porter atteinte volontairement ou involontairement à l’intégrité physique d’autrui.
(3) Le présent article s’applique aux infractions créées par la présente loi ou toute autre loi fédérale dont l’un des éléments constitutifs est l’atteinte ou la menace d’atteinte à l’intégrité physique d’une personne, ou toute forme
de voies de fait. »

Dans R. c. Bouchard-Lebrun , la Cour suprême rejette la thèse que l'art. 33.1 C.cr. rétablit la règle Leary. « L’adoption de cette disposition n’a pas ressuscité la règle de l’arrêt Leary. Cette disposition législative n’a effectivement pas codifié la position des juges dissidents dans l’arrêt Daviault; elle a plutôt restreint la portée de la règle énoncée par l’opinion majoritaire. En conséquence, les principes énoncés dans l’arrêt Daviault constituent toujours l’état du droit au Canada, sous réserve bien sûr de l’importante restriction imposée par l’art. 33.1 C. cr. ».
En juin 2020, la Cour d'appel de l'Ontario a invalidé l'art. 33.1, concluant qu'il violait les articles 7 et 11d) de la Charte canadienne des droits et libertés. La Cour suprême dans l'arrêt R. c. Brown de 2022 confirme que l'article 33.1 C.cr. est inconstitutionnel. Cette décision affirme cependant que pour réaliser l'objectif souhaité, le législateur a tout de même la possibilité d'adopter une infraction distincte d'intoxication criminelle.

## Lectures supplémentaires
- Barreau du Québec, Collection de droit 2019-2020, volume 13, Droit pénal -  Infractions, moyens de défense et peine, Cowansville, Éditions Yvon Blais, 2020.